# Boulevard Krim-Belkacem
Pour les articles homonymes, voir Krim Belkacem (homonymie).
Le boulevard Krim-Belkacem est un boulevard d'Alger.

## Situation et accès
Il s'agit d'un large boulevard d'Alger, situé dans la commune d'Alger-Centre dans le quartier Telemly..
La voie est desservie par les bus de l'ETUSA, lignes,,,,

## Origine du nom
La voie honore le chef historique du Front de libération nationale durant la guerre d'indépendance algérienne Krim Belkacem (1922-1970).

## Historique
Le chemin Telemly existe existe depuis l'époque romaine, permettant de rejoindre les hauteurs des environs d'Alger. En 1622 un aqueduc y est construit par Hussein Pacha. Avec l'extension de la ville, il deviendra un boulevard portant le même nom à la fin du XIXe siècle sous la colonisation française, tout en gardant aussi le nom d'usage de chemin des Aqueducs.
À cette époque, le quartier Telemly est essentiellement constitué d'un coteau peu urbanisé traversé du nord au sud par ce boulevard, parallèle à la pente, long et sinueux, qui formait, au début du xxe siècle, une jolie promenade ombragée à flanc de coteau, offrant un panorama sur la baie d'Alger. Il était aussi emprunté par les trolleybus partant de la Grande Poste.
En 1962, le boulevard sera renommé « boulevard Salah Bouakouir », avant d'être débaptisé par le président Mohamed Boudiaf en 1992 pour être renommé « boulevard Krim Belkacem ».

## Bâtiments remarquables et lieux de mémoire
- no 2 : Siège de la Sonelgaz
- no 8 :
- no 16 :
- no 18 :
- no 20 :
- no 139 ter: Immeuble Algeria
- Immeuble-pont Burdeau : le boulevard emprunte ce pont pour franchir un ravin et éviter une boucle. Un immeuble barre complètement le ravin, sous la chaussée.